# Мотосима, Хитоси
Хитоси Мотосима (яп. 本島 等 Мотосима Хитоси, 20 февраля 1922 — 31 октября 2014) — японский политик, мэр города Нагасаки.

## Биография
Родился 20 февраля 1922 года в Синкамигото. Родители умерли когда Мотосима был ещё ребёнком, поэтому его воспитывали бабушка с дедушкой. В возрасте 21 года был призван в армию артиллеристом. В боевых действиях участия не принимал, так как военная часть, в которой служил Мотосима, была расположена на территории Японии.
Посетил Нагасаки через шесть недель после бомбардировки. После войны работал учителем. В 1959 году был избран в Ассамблею префектуры Нагасаки, где Мотосима проявил себя как сторонник ядерного разоружения.
В 1979 году был избран мэром Нагасаки, всего Мотосима избирался на этот пост 4 раза.
В 1988 году заявил, что император Хирохито отчасти несёт ответственность за Вторую мировую войну, также как и «все из нас, кто жил в тот период», усомнившись в «неведении» монарха об агрессивном характере развязанных Японией войн. Также он заявил, что по его мнению атомной бомбардировки Хиросимы и Нагасаки не случилось бы, если бы император капитулировал бы раньше.
После этого заявления Мотосима стал получать угрозы от японских националистов. Он был взят под охрану полицией, но через год полиция по его просьбе сняла охрану. 17 января 1990 году японский ультранационалист Кадзуми Тадзири совершил покушение на Мотосиму, ранив его в грудь из пистолета. После покушения Мотосима был доставлен в больницу, где ему была проведена операция. Он вернулся к исполнению обязанностей через 40 дней после покушения.
На выборах мэра, состоявшихся в 1991 году, Либерально-демократическая партия поддержала соперника Мотосимы. Из крупных политических сил Мотосиму поддержала лишь Коммунистическая партия Японии. Тем не менее, он победил на выборах, но проиграл на следующих в 1995 году, уступив Иттё Ито; 12 лет спустя на того тоже было совершено покушение, но в отличие от предшественника, новый мэр погиб.
Умер от пневмонии в хосписе.